# Bryomyces gymnomitrii
Bryomyces gymnomitrii är en svampart som beskrevs av Döbbeler 1978. Bryomyces gymnomitrii ingår i släktet Bryomyces och familjen Pseudoperisporiaceae.  Arten är reproducerande i Sverige. Inga underarter finns listade i Catalogue of Life.